# یوهان یواخیم کوانتز
یوهان یواخیم کوانتز (به آلمانی: Johann Joachim Quantz) (زادهٔ ۳۰ ژانویهٔ ۱۶۹۷ – درگذشتهٔ ۱۲ ژوئیهٔ ۱۷۷۳) آهنگساز و موسیقی‌دان دورهٔ باروک، و نوازنده و سازندهٔ فلوت اهل آلمان بود. او صدها سونات و کنسرتو برای فلوت نوشت.